# Khoan nói lời yêu thương
Khoan nói lời yêu thương là một bộ phim truyền hình được thực hiện bởi Đại sứ quán Thụy Điển tại Việt Nam, tổ chức Art Action và Trung tâm Nghiên cứu và ứng dụng khoa học về Giới, Gia đình, Phụ nữ và Vị thành niên (CSAGA), do Nguyễn Quang Lập viết kịch bản và Phạm Nhuệ Giang đạo diễn. Phim phát sóng vào lúc 21h30 hàng ngày, bắt đầu từ ngày 14 tháng 9 năm 2009 và kết thúc vào ngày 15 tháng 9 năm 2009 trên kênh O2TV.

## Nội dung
Bộ phim kể về gia đình có vẻ ngoài hạnh phúc của Hoàng – hiệu trưởng của một ngôi trường có tiếng. Đằng sau đó, dù có mục đích tốt nhưng Hoàng lại là thích người kiểm soát các thành viên trong nhà, ông sẵn sàng dùng vũ lực để chỉnh đốn gia đình theo quy củ. Hoàng quan niệm đàn ông phải tạo ra quyền lực, sức mạnh, trật tự trong gia đình phải theo luật cấm cãi, nể vợ, sợ con là hèn.

## Phân vai
- Phạm Cường trong vai Lê Văn Hoàng
- Mỹ Hạnh trong vai Thảo
- Bùi Bài Bình

## Phát sóng
Phim được phát sóng lúc từ 21h30 đến 22h trên kênh O2TV từ ngày 14 tháng 9 năm 2009. Sau mỗi tập phim, khán giả có thể bày tỏ ý kiến của bản thân về bộ phim cũng như giãi bày câu chuyện của mình.

## Giải thưởng
| Năm  | Giải thưởng              | Hạng mục Phim video          | Đề cử           | Kết quả        | Chú thích   |
| ---- | ------------------------ | ---------------------------- | --------------- | -------------- | ----------- |
| 2010 | Giải Cánh diều lần thứ 8 | Đạo diễn xuất sắc            | Phạm Nhuệ Giang | Đoạt giải      | [ 6 ] [ 7 ] |
| 2010 | Giải Cánh diều lần thứ 8 | Nam diễn viên chính xuất sắc | Phạm Cường      | Đoạt giải      | [ 6 ] [ 7 ] |
| 2010 | Giải Cánh diều lần thứ 8 | Phim video                   | (bộ phim)       | Cánh diều Vàng | [ 6 ] [ 7 ] |